# 슬로디
슬로디는 대한민국의 2인조 음악 그룹이다. 2015년 디지털 싱글 앨범 [너를 보면]으로 데뷔했다.